# Kelayu Selatan
Kelayu Selatan is een bestuurslaag in het regentschap Oost-Lombok van de provincie West-Nusa Tenggara, Indonesië. Kelayu Selatan telt 4889 inwoners (volkstelling 2010).